# Thereus lausus
Thereus lausus är en fjärilsart som beskrevs av Pieter Cramer 1782. Thereus lausus ingår i släktet Thereus och familjen juvelvingar. Inga underarter finns listade i Catalogue of Life.

## Bildgalleri

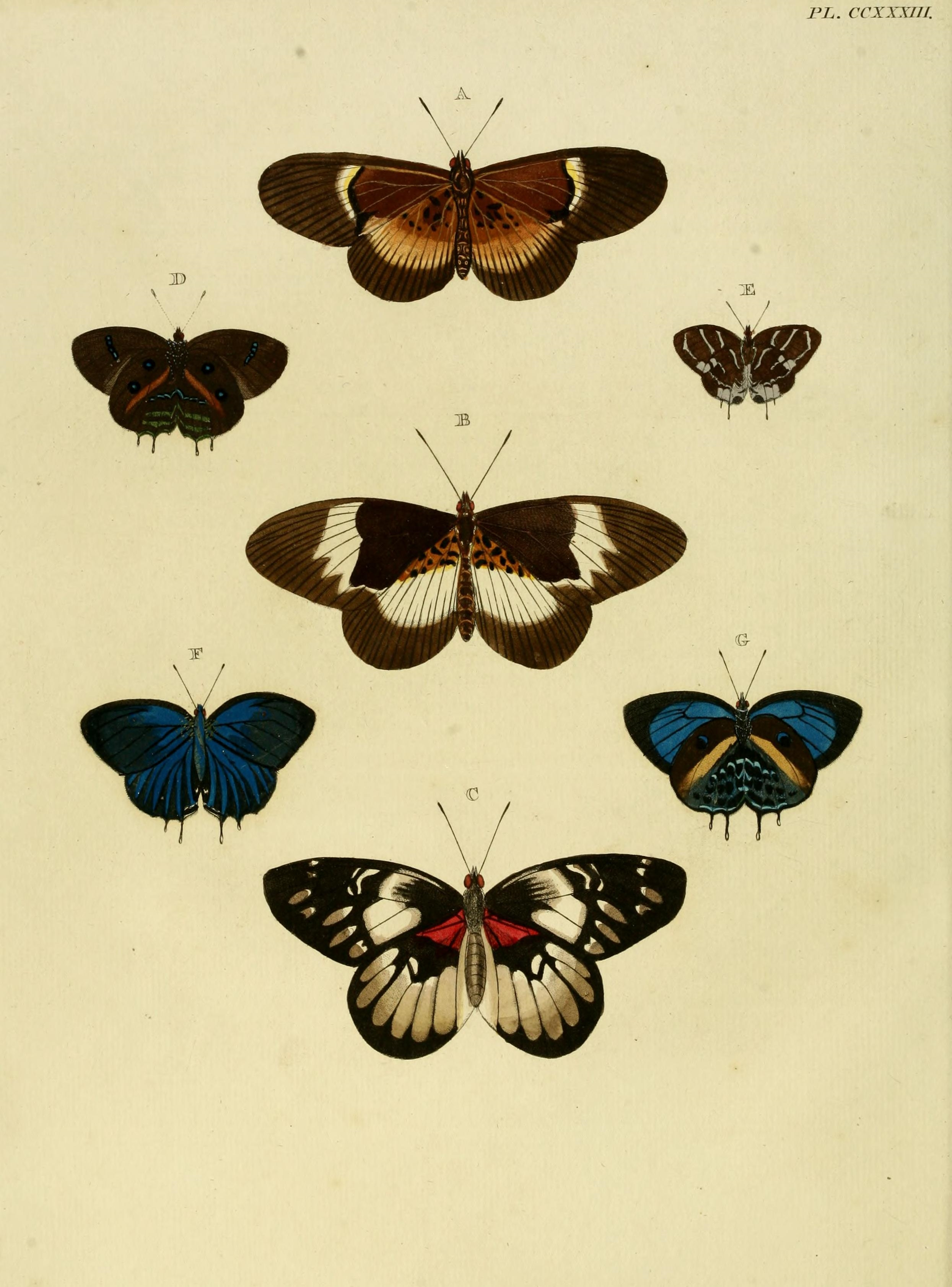
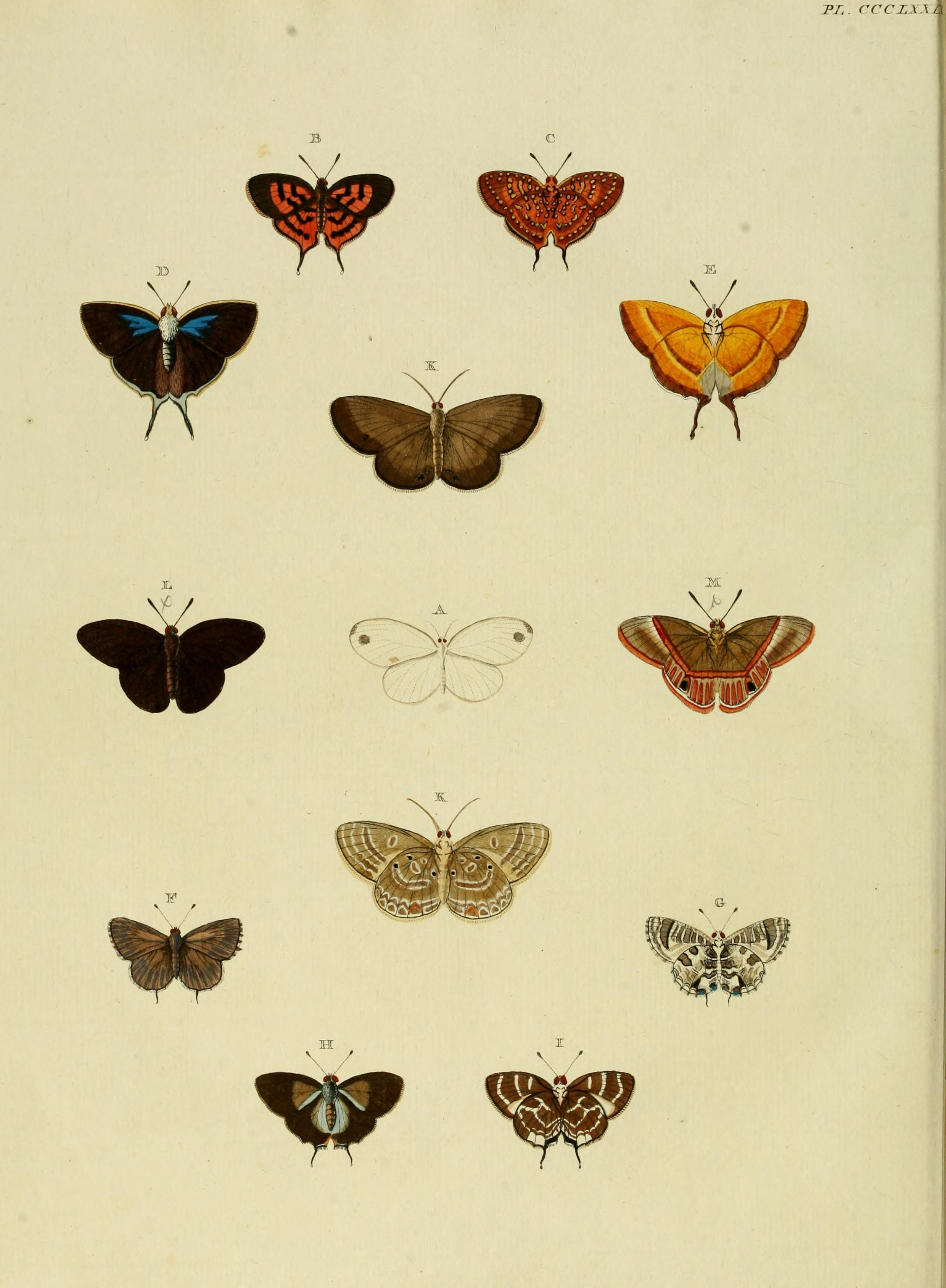